# Картвелофілія
Картвелофілія або Грузинофілія — термін, що означає любов та/або приязнь до Грузії та грузинів. Картвелофіл це людина, яка любить, захоплюється або любить грузинську культуру, історію Грузії, грузинську мову, грузинську кухню, грузинський народ або Грузію в цілому або навіть проявляє грузинський націоналізм, незважаючи на не будучи етнічним грузином. Така любов до Грузії і всього грузинського називається «Картвелофілія». Його протилежність «Картвелофобія».